# 伊姿黑芭考姑
伊姿黑芭考姑（賽夏族：Itsuhebakauku），是台灣賽夏族傳說中的一名少女，因為受不了後母的虐待而變成了老鷹（yabo）。

## 傳說
伊姿黑芭考姑因為經常受到後母的虐待，最後在某天終於忍無可忍，他將竹子剖開做成羽毛的樣子夾在腋下，飛去找她男友與朋友哭訴自己的遭遇，朋友勸阻無用後化為一隻老鷹飛入空中，並且在離開前吩咐他們如果想要找自己的話只要仰頭看天空，自己就會飛到他們上方。

## 其他版本
賽夏族的人變鷹傳說另有其他版本：

### 波阿達彥
波阿達彥（Boataen）是個男孩，有天他在父母外出時因為無聊而把家裡的串珠生近景中翻攪，他以為漂亮的珠子能夠讓井水更清澈，但井水卻被他弄得混濁，父母回來後很生氣要打他，他嚇得跳起來變成老鷹飛走。

### 嘎魯嘎蘭
嘎魯嘎蘭（Karukaran）版本的傳說跟波阿達彥類似，但起因不同，傳說某天他想要抓一隻石龍子，並先後向父親、母親與祖母要求幫自己製作弓箭，可是都被大人們拒絕，他因此氣得拿串珠爬上樹學鳥飛的樣子，家人擔心他的安危想要爬上樹帶他下來時，他卻把串珠丟進樹下的水井裡並變成鳶（kowaw）飛走，離開前還吩咐父親如果久旱不雨或久雨不停，就叫潘姓氏族將米打成糕並拿著串珠向天祈禱，只要自己在河的對岸鳴啼雨就會停。這個版本主要由解姓氏族流傳。